# Cypress Point Club
De Cypress Point Club is een golfclub in de Verenigde Staten. De club werd opgericht in 1928 en bevindt zich in Pebble Beach, Californië. De club beschikt over een 18-holes golfbaan met een par van 72 en werd ontworpen door de golfbaanarchitect Alister MacKenzie.

## Golftoernooien
Voor het golftoernooi bij de heren is de lengte van de golfbaan 5966 m met een par van 72. De course rating is 72,1 en de slope rating is 144.
- Bing Crosby/AT&T Pebble Beach National Pro-Am: 1947-1998